# Anthidium maculifrons
Anthidium maculifrons là một loài Hymenoptera trong họ Megachilidae. Loài này được Smith mô tả khoa học năm 1854.

## Hình ảnh

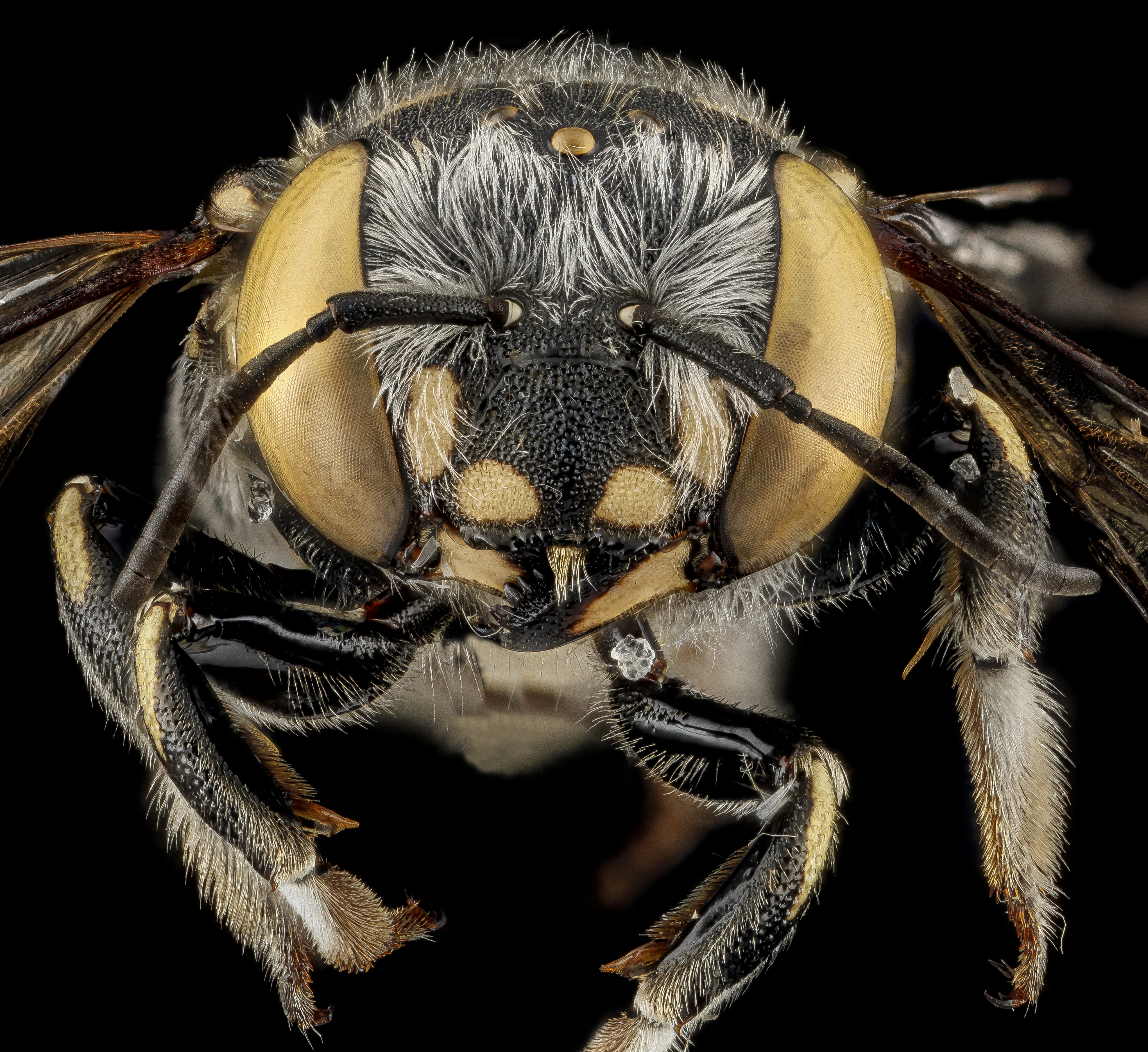
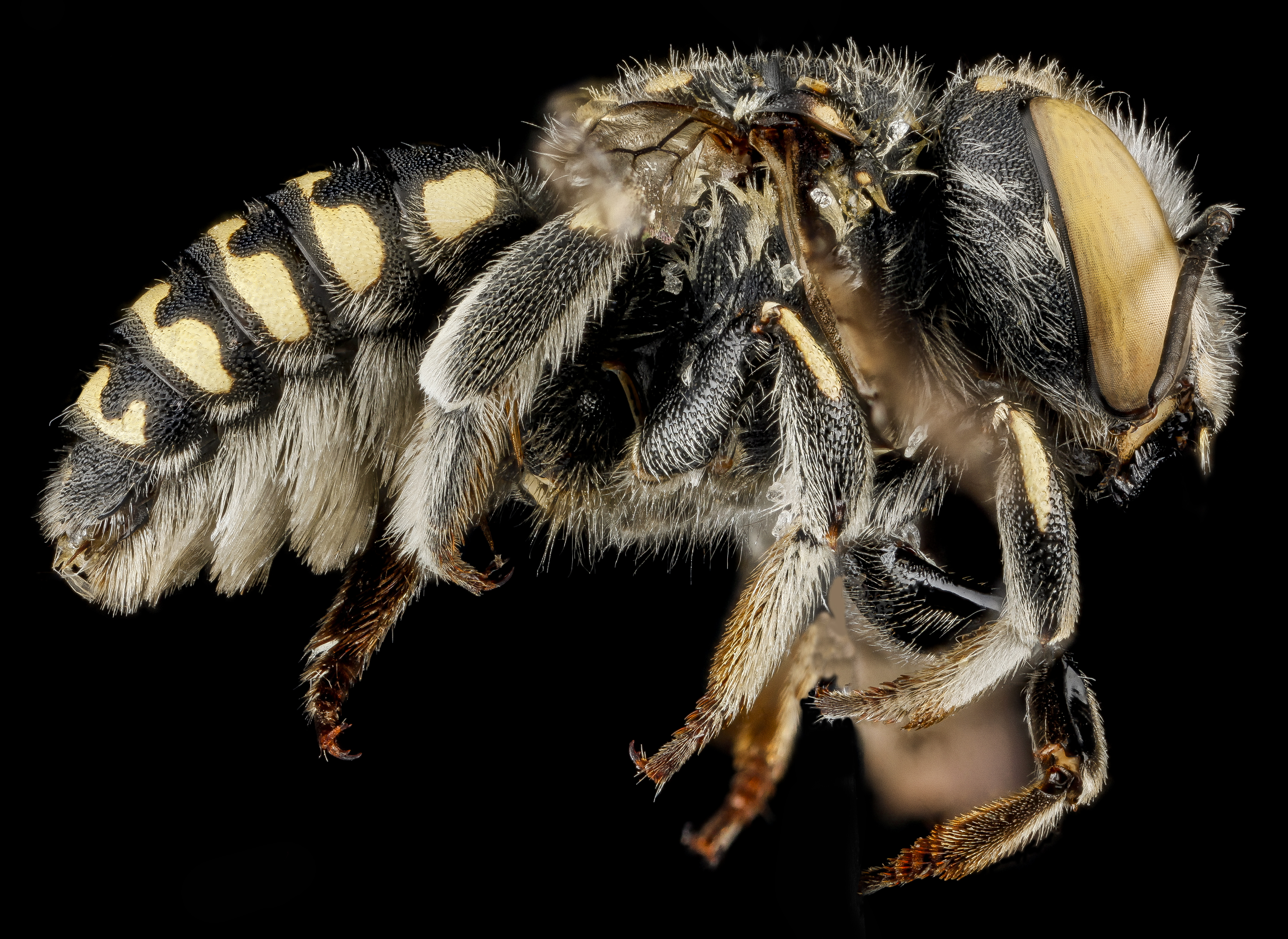
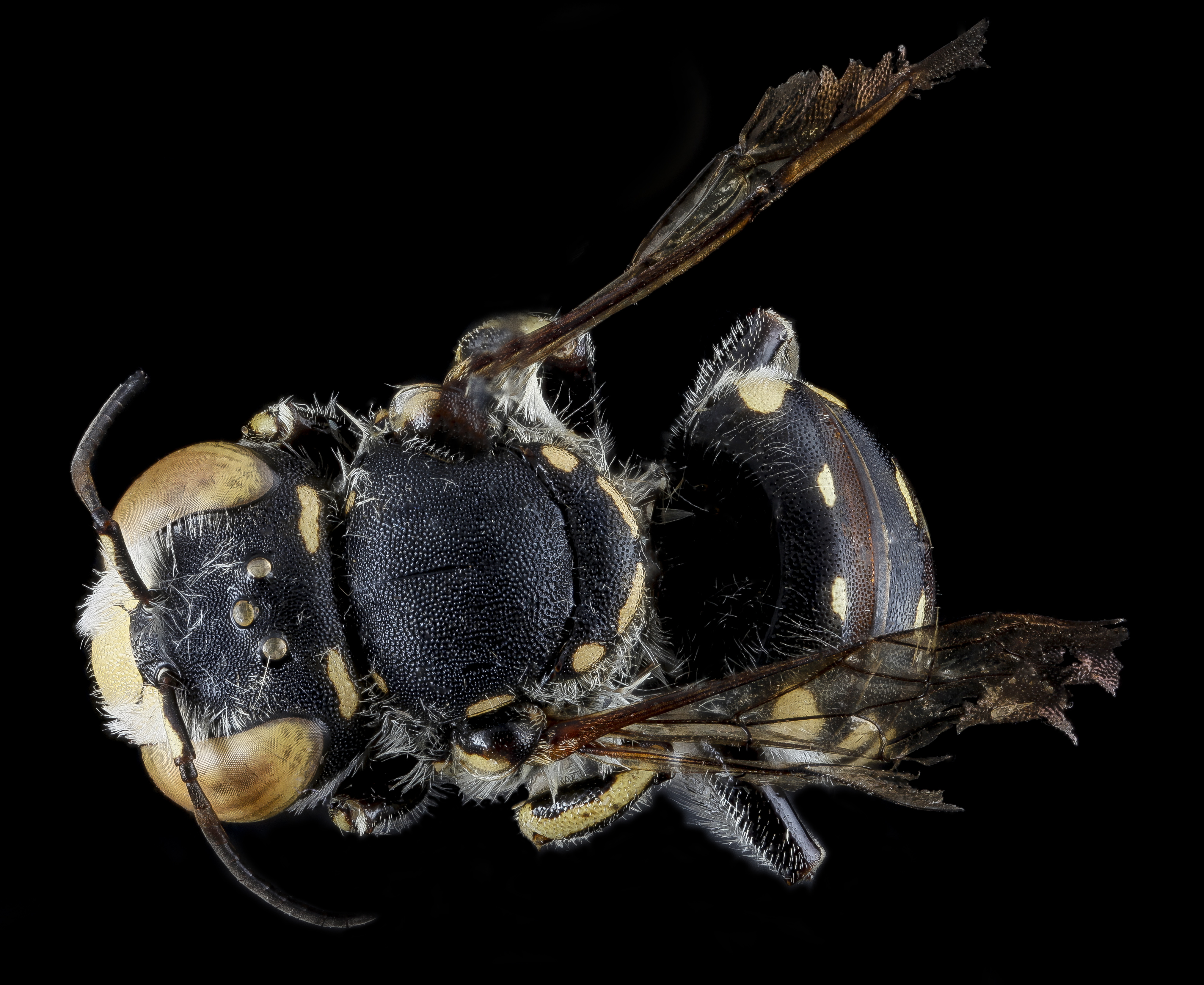
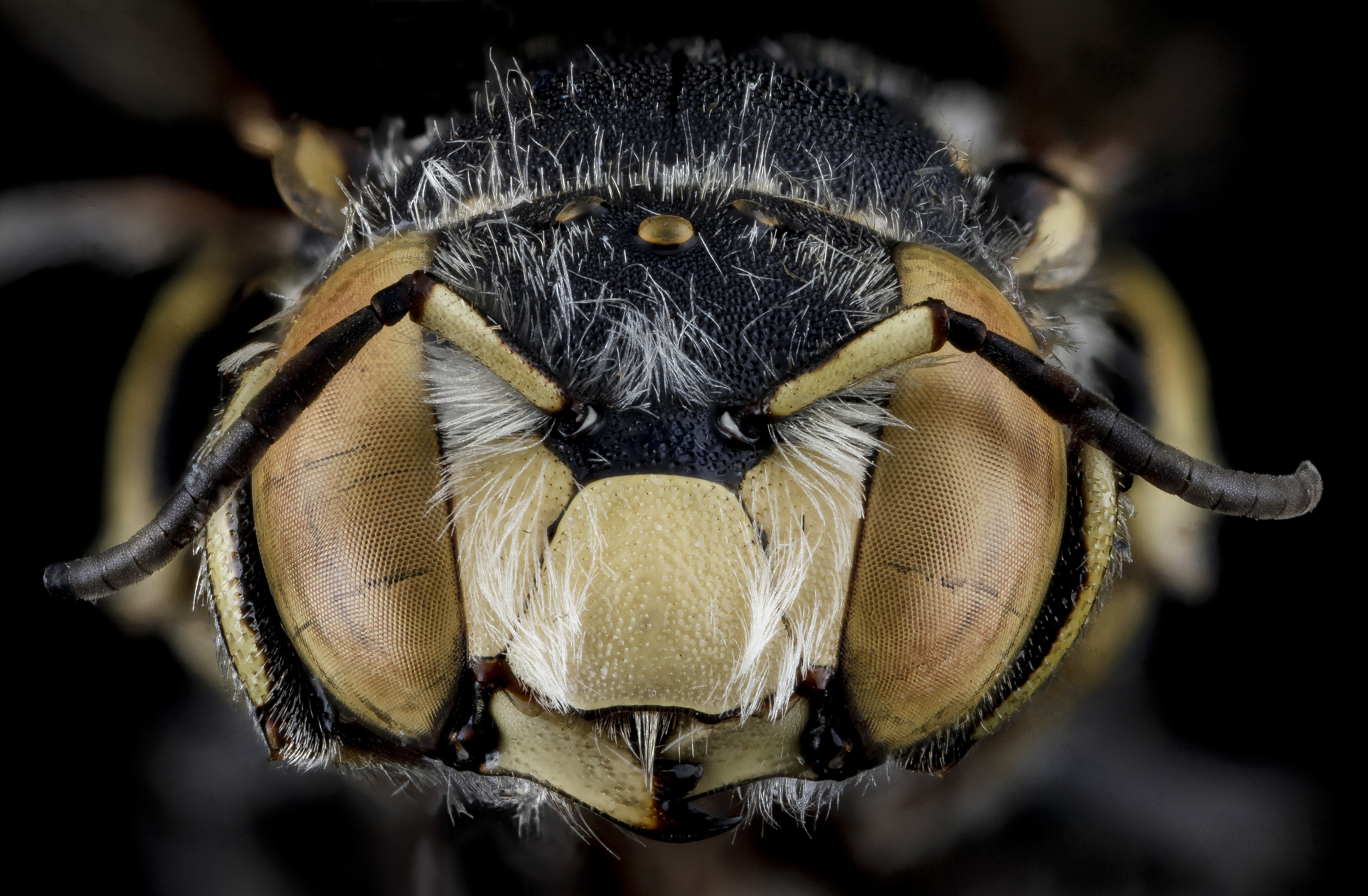